# Caterina Aliprandi
Caterina Aliprandi (1466 circa – Asti, 7 settembre 1529) è stata una monaca cristiana italiana, dell'ordine delle clarisse.
È venerata come beata dalla Chiesa cattolica.

## Biografia
Caterina nacque verso il 1466 da nobile famiglia, e venne dai genitori destinata al matrimonio ad un ricco gentiluomo.
Ancora trentenne, riuscì a convincere il marito a vestire l'abito francescano, consentendo a lei di entrare nel monastero di Santa Chiara in Alessandria.
Nel 1526 fu destinata, con cinque consorelle a fondare un nuovo monastero in Asti, che prese il nome di Convento del Gesù. In questo convento fece la portinaia, e ben presto divenne famosa per lo spirito di preghiera, le profezie e i miracoli che i fedeli le attribuirono.
Durante l'assedio posto ad Asti da Fabrizio Maramaldo, fu incaricata di tenersi in preghiera giorno e notte fino a vittoria ottenuta (13 novembre 1526).
Come essa stessa avrebbe profetizzato, rimase vittima della peste e morì il 7 settembre 1529, cantando le lodi a Maria, di cui le compagne in quel momento festeggiavano la natività.
Celebrazione liturgica il 21 settembre.